# Ümit Davala
Ümit Aydın Davala (* 30. Juli 1973 in Mannheim) ist ein ehemaliger türkischer Fußballspieler und heutiger Trainer.

## Spielerkarriere

### Verein
Der in Deutschland aufgewachsene Davala begann seine Laufbahn beim VfR Mannheim. In der A-Jugend kam er zum ASV Feudenheim. Ab 1992 spielte er beim Landesligisten FC Türkspor Mannheim, ehe er 1994 zu Afyonspor in die zweite türkische Liga wechselte. Über İstanbulspor und Diyarbakırspor führte sein Weg zu Galatasaray Istanbul, wo er von 1996 bis 2001 unter Vertrag stand. Mit Galatasaray wurde er viermal türkischer Meister, zweimal Pokalsieger und gewann 2000 den UEFA-Pokal sowie den Europäischen Supercup. In der Saison 1999/2000 nahm Davala mit Galatasaray an der UEFA Champions League Teil und wurde dort nach der Gruppenphase Dritter. Den dritten Platz und damit die Qualifikation für den UEFA-Cup sicherte sich das Team am letzten Gruppenspieltag durch einen 3:2-Sieg gegen den AC Mailand, bei dem Davala per Elfmeter in der Nachspielzeit traf.
Im Jahr 2001 folgte Davala seinem früheren Trainer Fatih Terim zum AC Mailand, wo er nach Terims Entlassung im November seinen Stammplatz verlor. Ab 2002 nahm Lokalrivale Inter Mailand Davala unter Vertrag, lieh ihn aber zu seinem früheren Verein Galatasaray Istanbul aus. Ein Jahr später ging Davala dann zu Werder Bremen in die Bundesliga, zunächst auf Leihbasis und ab 2004 dann mit festem Vertrag. Mit Werder gewann er 2004 die deutsche Meisterschaft und den DFB-Pokal. Sein Debüt in der Bundesliga gab der Defensivspieler am 3. Spieltag der Meistersaison gegen den 1. FC Kaiserslautern. Dabei bot ihn Trainer Thomas Schaaf beim 1:0-Auswärtssieg in der Startformation auf.
Auf Grund einer im Oktober 2005 erlittenen komplizierten Hüftverletzung und der starken Konkurrenz einigte man sich auf eine Vertragsauflösung zum 31. Dezember 2005.
Am 3. März 2006 beendete Davala seine aktive Laufbahn.

### Nationalmannschaft
Für die türkische Nationalmannschaft bestritt Davala 62 Länderspiele. Da er in Deutschland geboren wurde, hätte er auch für die deutsche Fußballnationalmannschaft spielen können, vom DFB her bestand jedoch kein Interesse am Verteidiger. Sein größter Erfolg war der dritte Platz bei der Fußball-Weltmeisterschaft 2002 in Japan und Südkorea.

## Trainerkarriere
Kurz nach dem Ende der aktiven Karriere erwarb Davala die nötigen Trainerlizenzen. Heute ist er in dem Besitz der UEFA Pro Lizenz. Am 13. Dezember 2006 übernahm Davala den Posten des Cheftrainers der türkischen U-21-Nationalmannschaft. Danach wechselte er Anfang 2008 zu seinem früheren Arbeitgeber Galatasaray Istanbul und wurde dort Co-Trainer und Dolmetscher von Michael Skibbe. Sein Vertrag und der von Edwin Boekamp wurden schließlich ohne Wissen Skibbes zum 9. Oktober 2008 aufgelöst.
Von Sommer 2011 bis Ende September 2013 war Davala erneut Co-Trainer bei Galatasaray Istanbul, dieses Mal unterstützte er Fatih Terim. In der Rückrunde 2016/17 übernahm er vom 1. Februar an bis zum Saisonende das Traineramt von Drittligist Tuzlaspor. Mit der Rückkehr von Terim im Dezember 2017 kehrte auch Davala als Co-Trainer zurück zu Galatasaray Istanbul. Sein Vertrag endete am 31. Mai 2021. Davala gab einen Tag später bekannt, seine Karriere anderweitig fortzusetzen.

## Privat
Davala lebt in Narlıdere/Izmir (Türkei), ist als Bauunternehmer tätig und betreibt Restaurants.
Vor seiner Trainerlaufbahn war er auch als Musiker tätig und hat in der Türkei im Jahr 2004 ein Rap-Album mit eher mäßigem Erfolg veröffentlicht. Auf diesem Album sind bekannte Sänger wie Serdar Ortaç, İzel, Kayahan oder Ufuk Yıldırım zu hören.
Außerdem kandidierte er als Bürgermeister für eine türkische Gemeinde.

## Trivia
- Davala spielt regelmäßig noch für die Traditionsmannschaft von Galatasaray Istanbul.[7]
- Nach der WM 2002 wurde Davala zu ehren in der Stadt Kurudere eine Brücke nach ihm benannt.
- In der Stadt Afyon befindet sich vor der örtlichen Sportanlage eine Statue Davalas.[1]

## Diskografie

### Alben
- 2004: Ümit Davala 2004

### Singles
- 2004: Hadi Gülüm Yandan
- 2004: Bir Aşk Hikayesi (mit Kayahan)

## Erfolge

### Verein
- Mit Istanbulspor:
  - Aufstieg in die Süper Lig 1994/95
- Mit Galatasaray Istanbul:
  - Türkischer Meister: 1996/97, 1997/98, 1998/99, 1999/2000
  - Türkischer Pokalsieger: 1998/99, 1999/2000
  - UEFA-Pokal: 1999/2000
  - UEFA Supercup: 2000
  - TSYD Kupası: 1997, 1999
  - Türkischer Fußball-Supercup: 1997
- Mit Werder Bremen:
  - Deutscher Meister: 2003/04
  - DFB-Pokal-Sieger: 2003/04

### Nationalmannschaft
- Viertelfinalist bei der EURO 2000 mit der Türkei
- WM-Dritter 2002